# Jack R. Lousma
Jack Robert Lousma, född 29 februari 1936 i Grand Rapids, Michigan, är en amerikansk astronaut uttagen i astronautgrupp 5 den 4 april 1966.

## Rymdfärder
- Skylab 3
- STS-3